# Nyctimene robinsoni
Nyctimene robinsoni är en däggdjursart som beskrevs av Thomas 1904. Nyctimene robinsoni ingår i släktet Nyctimene och familjen flyghundar. IUCN kategoriserar arten globalt som livskraftig. Inga underarter finns listade.
Denna flyghund förekommer vid kustlinjen i Queensland och norra New South Wales i Australien. Habitatet utgörs av varma skogar och öppna landskap med glest fördelade träd. Arten vilar gömd i den täta växtligheten. Individerna lever ensam eller i små flockar. Per kull föds en unge.
Arten når en kroppslängd av cirka 9,5 cm och svansen är lika lång som hos andra släktmedlemmar (1,5 till 3 cm). Även de rörformiga näsborrarna som är typiska för släktet förekommer hos arten. Påfallande är gula fläckar på öronen och på flygmembranen. Djuret har gråbrun päls på ryggen och ljusare päls på undersidan. Ungefär från djurets nacke till stjärten finns en smal svart strimma på ryggen.
Liksom andra flyghundar har Nyctimene robinsoni frukter, nektar och pollen som föda. Den är därför betydande för växternas pollinering. Arten flyger bara korta sträckor från viloplatsen till området där den äter. Honan parar sig mellan juli och september och 3 till 3,5 månader senare föds en unge. Nyctimene robinsoni är känd för sitt högljudda läte.